# Gehörlosenseelsorge

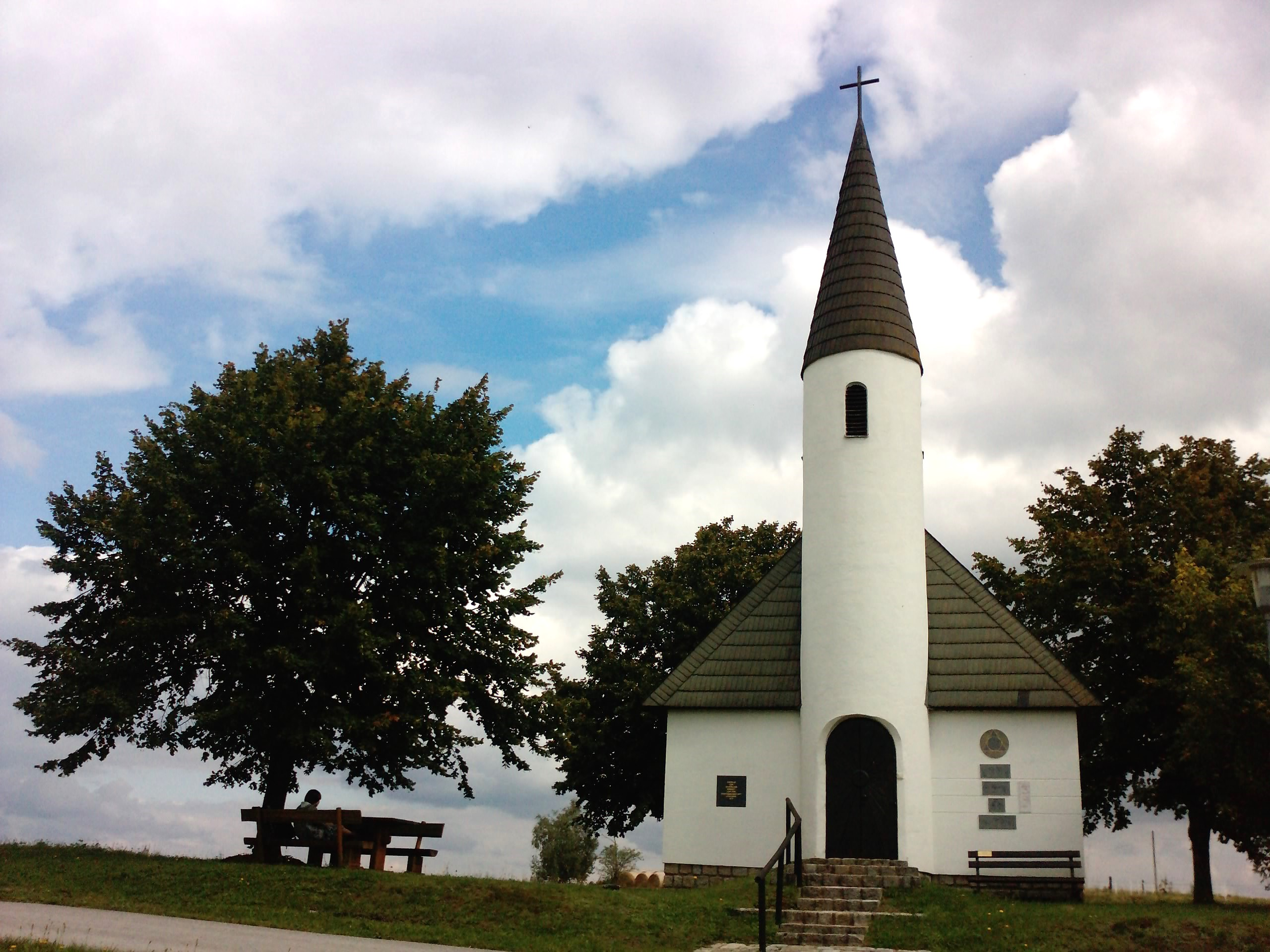
Gehörlosenkapelle in Loimanns, Niederösterreich; erbaut 1979

Gehörlosenseelsorge (ehem. Taubstummenseelsorge) ist die diakonische und seelsorgerische Hinwendung zu dem gehörlosen Menschen (Wesensmerkmal der Kirche), um diesen an Kirche und Gesellschaft teilhaben zu lassen und „Gottes Wort“ zu verkündigen. In der Regel umfasst die Gehörlosenseelsorge die ganzheitliche Arbeit für und mit diesen Menschen, auch soziale Belange.

## Geschichte
Abbé Charles-Michel de l’Epée (1712–1789) und Samuel Heinicke (1727–1790) gelten als die Begründer der „Taubstummenfürsorge“. Abbé l’Epée hatte 1770 in Paris die erste Anstalt für Taubstumme gegründet und dort die Gebärdensprache eingeführt. Kantor Heinicke gründete 1778 in Leipzig eine ähnliche Anstalt, in der die Lautsprachenmethode den Vorzug hatte. Im 19. Jahrhundert übernahmen auch einige Ordensgemeinschaften schwerpunktmäßig die Seelsorge für Gehörlose, zu ihnen zählten die St. Josephsschwestern von Ursberg und die Liobaschwestern von Tauberbischofsheim. Hermann Gocht war der erste Sächsische Gehörlosenseelsorger.

## Gehörlosenseelsorge heute

### Deutschland
Im heutigen Sinne ist Gehörlosenseelsorge Gemeindearbeit, die alle kirchlichen Merkmale (Verkündigung, Unterricht und Seelsorge) umfasst. Diese Arbeit unterscheidet sich von „normaler“ Gemeindearbeit vor allem in der Verwendung der Gebärdensprache.
Ausgehend von einer neuen Wahrnehmung und Wertschätzung der Gebärdensprache begann in den 1980er Jahren in der Gehörlosengemeinschaft in Deutschland die Entwicklung hin zu einem neuen (nicht-behinderten) Selbstbewusstsein. Diese Entdeckung der eigenen Gehörlosenkultur und der Kampf um die Anerkennung der Gebärdensprache fanden ihren Niederschlag auch in der Gehörlosenseelsorge und sind ständige Herausforderung an das Bemühen, mehr Kirche der Gehörlosen als Kirche für die Gehörlosen zu werden. Darum ist man auch bestrebt, immer mehr Gehörlose als Seelsorger zu gewinnen. Als Muttersprachler haben sie einen direkteren Zugang zu den Gehörlosen als hörende Seelsorger.
Im Bereich der evangelischen Landeskirchen in Deutschland ist die Gehörlosenseelsorge organisatorisch ein Bereich der Sonderseelsorge (vgl. Krankenhausseelsorge, Gefängnisseelsorge u. a.). Auf EKD-Ebene wird die evangelische Gehörlosenseelsorge vertreten durch die Deutsche Arbeitsgemeinschaft für Evangelische Gehörlosenseelsorge (DAFEG).
In der deutschen katholischen Kirche ist als Dachverband der Verband der Katholischen Gehörlosen Deutschlands (VKGD) als Spitzenverband für die Gehörlosen-Gemeinden und -Vereine zuständig. Konkret setzen die einzelnen Diözesen dafür Seelsorger ein. 
Als Kommunikationsmedium gibt es das katholische Magazin "epheta". Nachdem es 75 Jahre als gedrucktes Heft erschien, ist es seit 2024 ausschließlich im Web verfügbar, dafür aber nun kostenlos. Redaktionsleiter ist seit 2012 Holger Meyer. Im Portal "taub und katholisch.de" sind viele christliche Videos in Gebärdensprache zu finden, dazu Kontaktinformationen zu den Diözesen und mehr.
Im freikirchlichen Bereich existieren Christliche Gehörlosen-Gemeinschaften.